# Radůza
Radůza (prawdziwe nazwisko Radka Urbanová, z d. Vranková, ur. 16 marca 1973 w Pradze Dejvicach) – czeska piosenkarka, autorka tekstów, kompozytorka, akordeonistka i gitarzystka. Oprócz komponowania własnych utworów, pisze również muzykę do sztuk teatralnych i prowadzi badania muzyki ludowej różnych narodów europejskich. Nie jest zamężna, z przyjacielem ma syna Atillę (ur. 2007) i córkę Asenę (ur. 2009).

## Życiorys
Do piątego roku życia mieszkała w Jeníkovicach koło Třebechovic pod Orebem z dziadkami, którzy mieli duży wpływ na jej życie. Początkowo uczyła się w szkole muzycznej w klasie fletu i waltorni. Później ukończyła Akademię Muzyczną na wydziale śpiewu i piosenki. Studiowała także muzykę poważną.
Jej hobby są podróże, podczas których czerpie inspiracje i pomysły na kolejne produkcje. Mówi po angielsku, francusku, polsku, włosku i rosyjsku. Nauka języków obcych jest jej kolejnym hobby.
W 2005 przyjęła ofertę reżysera Jana Hřebejka i zagrała w jego filmie pt. „Piękność w opałach”. W październiku 2006 nagrała swoje pierwsze DVD, pt. „Půjdu kam chci”, będące zapisem jej dwóch koncertów w praskim Teatrze Archa. Wydana 26 marca 2007 płyta miała premierę 5 kwietnia 2007 w Bibliotece Miejskiej w Pradze. Poprzedzona była wydaną 22 stycznia 2007 płytą CD pt. Vše je jedním. Pod koniec sierpnia 2007 ukazał się album pt. „V salonu barokních dam”.
Jest autorką muzyki do sztuk:
- „Wiek pożądania“ (Teatro Archa)
- „Lišák“ (Teatr w Celetnie – Stowarzyszenie Kašpar)
- „Baron z Hopsapichu“ (Teatr w Celetnie – Stowarzyszenie Kašpar)
- „Trzy siostry“ (Teatr Dejvicki)
- „Romeo i Jana“ (Teatr w Řeznickiej)
- „Taniec na koniec lata“ (Teatr Śląski w Opawie)

## Dyskografia

### Albumy autorskie
- Blues? (1994, demo)
- Andělové z nebe (2001 Indies Records)
- Při mně stůj (2003 Indies Records)
- V hoře (2005 Indies Records)
- Vše je jedním (2007 Indies Records)
- V salonu barokních dam (2007 Indies MG Records)
- O Mourince a Lojzíkovi aneb Pohádkové čtení se zpěvy (2008 Indies MG Records) – podwójny album
- Miluju vás (2010, Radůza Records) – nominowany do nagrody Anioł 2010 w kategorii „Folk & Country”
- Ocelový město (2012, Radůza Records)
- Gaia (2014, Radůza Records)
- Kapitán Srdce (2014, Radůza Records)
- Marathon – příběh běžce (2015, Radůza Records)
- Tenkrát v ráji (soundtrack) (2016, Radůza Records)
- Studna v poušti (2017, Radůza Records)
- Muž s bílým psem (2018)
- Kupředu plout (2020)
- Nebe je otevřené (2022)

### DVD
- Půjdu, kam chci (2007, Indies MG Records) – nominowany do nagrody Anioł 2007 w kategorii „DVD roku”
- Ocelový město (2012, Radůza Records)

### Gościnnie
- Nerez – Nerez v Betlémě (1993 Monitor Records)
- Cymbelín – Kolem osy (2001 Indies Records)
- Jablkoň – Cestující v noci (2003 Indies Records)
- Wabi & Ďáblovo stádo – Příběhy písní (2014)

### Udział
- Sloni v porcelánu I. – piosenkarze dzieciom (1999, Monitor-EMI)
- Zlatá kolekce – Folk (2002, Sony Music / Bonton)
- Legendy folku (2003, Wenkow records)
- Folkové léto (2003, Sony BMG)
- Indies records 2004 & Best of 15 years (2004, Indies Records)
- Kráska v nesnázích (2006, Sony BMG), soundtrack do filmu o tym samym tytule
- Havěť všelijaká 2 (2007, Indies MG Records) wybór dla dzieci, polska piosenka ludowa o koźlęciu
- Pražští pěvci – Ten, který krotí všechno pozemské, autorka muzyki i tekstu

### Muzyka poważna
- Vánoční „D-dur“ na trąbkę i organy (2000)
- Myslivecké nokturno (2000)
- Ten, který krotí všechno pozemské (2001)
- Ó radostné vítání, wariacja na organy (2001)
- Zem nohám (2001)
- Na svatýho Řehoře (2002)

## Filmografia
- Piękność w opałach (2006), rola piosenkarki, skomponowanie i wykonanie muzyki do filmu
- Půjdu, kam chci (2007), film dokumentalny o Radůzie w reżyserii Olgi Špátovej

## Książki
- O Mourince a Lojzíkovi (Brio, 2008)
- Čáp nejni kondor (Baobab, 2011)